# ルーマニア・モルドバ統一運動
| 左、トランスニストリアを含むルーマニア・モルドバ統一国家右:トランスニストリアを含まないもの。ベルコフスキー・プランと呼ばれる  |  | 左、トランスニストリアを含むルーマニア・モルドバ統一国家右:トランスニストリアを含まないもの。ベルコフスキー・プランと呼ばれる |
| 左、トランスニストリアを含むルーマニア・モルドバ統一国家 右:トランスニストリアを含まないもの。ベルコフスキー・プランと呼ばれる |  | |

ルーマニア・モルドバ統一運動（ルーマニア・モルドバとういつうんどう、ルーマニア語: Unirea Republicii Moldova cu România）とは、ルーマニア革命とソビエト連邦のグラスノスチ以降に、ルーマニア・モルドバの両国で始まった統一運動。この統一問題は政治的目標や危機として捉えられながら、両国で周期的に起こっている。
統一を提唱する個人は「ユニオニスト」(unioniști)と呼ばれる。両国の合意に基づいた平和的な統合プロセスを支援するものも、「ルーマニアのベッサラビアへの歴史的権利」の名の下に統合を進めべきとするものもいる。統一の支持者は統一を支持しない人々をモルドビニスト(moldoveniști)と呼ぶ。

## 背景
ベッサラビアは1812年にロシア帝国に併合されるまでモルダヴィア公国の一部であった。ロシア革命が起こると、新しく立ち上げられたスファトゥル・ツァーリー（Sfatul Ţării、国家議会）はロシア国内でベッサラビアの自治を主張した。1918年、当時周辺のスラブ諸国に対抗してラテン系の民族による統一国家を築こうとしていたルーマニアがベッサラビアに侵出すると、議会はモルダヴィア民主共和国として一時的に独立を決定し、その2ヶ月後にはルーマニアと条件付きの統一を決定した。条件には自治に関する規定が含まれていたが、これは最終的に破棄された。
1940年、第2次世界大戦中、ルーマニアは最後通牒に合意し、ベッサラビアおよび北ブコヴィナをソ連に割譲し、これらの地方は一部がモルダヴィアSSRとなり、一部がウクライナSSRに割譲された。このとき、ソ連側はすべてのルーマニア語話者が単一の民族であるという意見を廃して、ベッサラビアとルーマニアの不完全な統合を活かし、モルドバの民族の独自性を強力に促進させた。
ソビエトの公的な政策はルーマニア語とモルドバ語が互いに違う2カ国の言語であることから始まり、これを強調、モルドバ人は19世紀の古王国や1917年にベッサラビアで使うために生まれ「時代遅れ」とされたルーマニアキリル文字ではなくロシアのキリル文字に基づくキリル・アルファベットで読み書きを行うことになった。

## 国家主義の復活
1989年9月、ソビエト連邦の自由化が起こり、モルダヴィアSSR議会はモルドバ語を公式言語として宣言し、「モルドバ・ルーマニア言語アイデンティティ」の存在を主張した。1990年5月6日、数十年の厳しい分離を終えてルーマニアとモルダヴィアSSRは一時的に国境通過制限を解除し、多くの人々が国境となっていたプルト川を渡った。
統一を妨げる要因はさまざまで、モルドバとルーマニアの政治的指導者の目標の違い、沿ドニエストルとロシアとの関係、そして重要なことに多くのモルドバ人や一部のルーマニア人にとって無関心であったり否定的であったりすることである。
1991年2月、ルーマニア議会での演説の中で、モルドバの大統領であったミルチャ・スネグルはモルドバ人とルーマニア人の共通意識について語り、「プルト川両岸のルーマニア人」に言及している。1991年6月、スネグルはモルドバがルーマニアとの再統一に向かって動くと語り、加えてソ連はそれを止めるために動いていないとした。
多くのモルドバ人の知識人は統一を支援し、「母なるルーマニアとの再統合」 を望むが、1992年の世論調査では大衆の支持は少なく、70%以上のモルドバ人がこれに反対している。
同時期、モルドバ東部でスラブ人が多く居住する沿ドニエストル共和国が、ルーマニアとの再統一を自身の思い描く独立のための口実として使った。

## 政治的結束とユニオニズム
1991年8月27日の独立のあと、モルドバではルーマニアの国旗を模しモルドバの国章を乗せた国旗が採用され、国歌はルーマニアと同じ「目覚めよ、ルーマニア人！」が採用された。
その後モルドバ人民戦線とスネグル大統領の間で特に統一について溝が深まり、大統領はモルドバ農業党に近づき、アンドレイ・サンゲリ（Andrei Sangheli）を首相に任命した。その結果、特に1994年の農業党の勝利以降、モルドバはルーマニアと距離をおき始めた。国旗が若干変更され、国歌は「我らが言葉（Limba Noastră）」に変えられた。1994年の国民投票では、暗黙の内にルーマニアとの連合を行わないことを意図する「モルドバの独立」が多くの公人に見られた。さらに、1994年に採択された憲法では、モルドバ農業党と社会党の議会は以前の独立宣言で「ルーマニア語」と定められた公用語を「モルドバ語」と改めた。また、1996年にスネグル大統領は公用語を再び「ルーマニア語」に変えようと試みたが、これは議会に「ルーマニアの拡大主義を促進する」ものであるとして退けられた。
国家政策概要は共産党が支配する議会で2003年に採択され、モルドバ人とルーマニア人を異なるものとし、ルーマニア人をモルドバの少数民族とした。

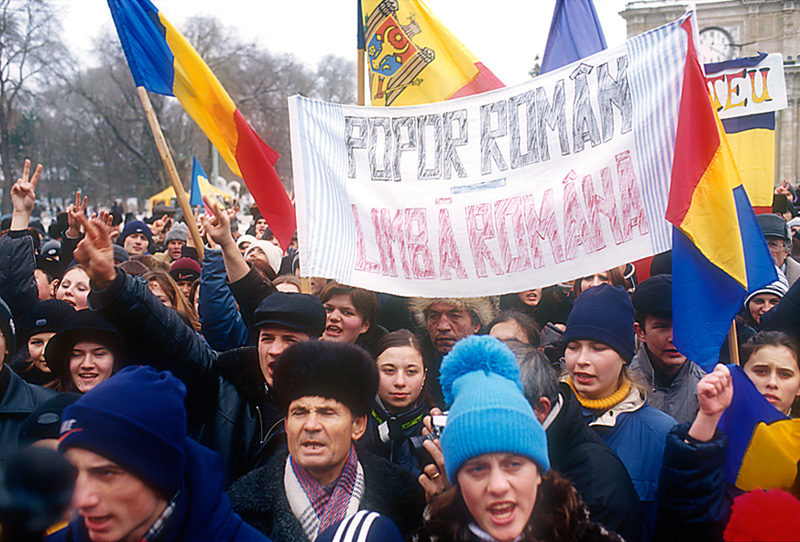
2002年1月、キシナウで行われた政府に反対する人々のデモの様子。「ルーマニア民族 - ルーマニア語」と書かれている。

2005年まで、モルドバ人民戦線の相続政党であるキリスト教民主人民党が唯一ルーマニアとの統合を積極的に支持していた。しかしながら、キリスト教民主人民党は与党であるモルドバ共産党との密接な協力を始めた後にこの考えを変えている。
2009年4月の選挙によって、国民自由党と欧州行動運動がルーマニアとの緩やかな連合を基礎として選挙を行ったが、わずか1%程度しか得票できなかった。

## 政治的論評
2004年とその後、ルーマニアの新聞紙ズィワ紙上にてロシアの影響力のある政治評論家スタニスラフ・ベルコフスキーはシリーズ記事を寄稿し、そのなかで彼は沿ドニエストルを除くルーマニアとモルドバの連合計画を提案した。彼の提案はクレムリンの上層部に支えられているのではないかと憶測が起こったが、確かめられることはなかった。しかし、一部のジャーナリストや学者らは、ドニエストル右岸でありながら沿ドニエストルの施政下にあるティギナの位置づけが不明瞭なこと、モルドバにはこの計画は受け入れがたいものであることなどを指摘し、この計画には根拠がないと言明した。
2006年1月、ルーマニア大統領トラヤン・バセスクはモルドバの欧州連合参加案を強く支持すると主張し、「ルーマニアの"最小限の政策"はEU内でのルーマニア人国家の統一である」とした。この"最小限の政策"は"最大の政策"があるのかという問題も引き起こした。
2006年1月のルーマニアの世論調査によると、44%の人々がモルドバとの統合に賛成しており、28%が反対している。また、統合に賛成するうち、28%が沿ドニエストルを含むモルドバとの統合を望み、16%は沿ドニエストルを除くモルドバとの統合を望んでいる。
2006年7月、ルーマニア大統領トラヤン・バセスクはモルドバ大統領ウラジーミル・ヴォローニンに2007年に「モルドバがルーマニアと共にEUに加わる」提案を行ったと主張しており、この提案は断られたとされている。バセスクはまた、ルーマニアはこの決定を尊重し、モルドバが自らEUに加わる際にはそれを助けるとした。
2006年10月、ルーマニア紙、コティディアヌルはモルドバとの統一のコストを300-350億と見積もった。しかしズィワや、ティンプルから、コストを誇張して統合の可能性のその他の面を軽視していると批判された。
2008年11月にIRIがモルドバとルーマニアで行った世論調査では29%の人々がルーマニアとの統一に賛意を示しており、61%が反対していた。
モルドバの2009年4月5日に選挙が行われたが、選挙後に不正があるとしてモルドバ暴動が発生、その後に行われた選挙では自民党、自由党、民主党、我がモルドバ同盟党による欧州統合同盟政権の樹立は、統合に関する対する新しい波の憶測を呼んだ。現在野党である共産党は「ユニオニストが力を握った」と主張した。2009年11月、政治解説者のスタニスラフ・ベルコフスキーはラジオ・フリー・ヨーロッパのインタビューで2009年4月の選挙はモルドバのルーマニアへの回帰の始まりとなったと主張した。
バセスク大統領はいくらかの閣僚と共にモルドバに訪れ、2国間の絆を強める幾つかの計画を発表し、1億ユーロをインフラ計画に付与することを提案した。バセスクはモルドバの計画を彼の「入魂の計画」とよんだ。モルドバ・ルーマニアの商業と投資機関の開放でルーマニア人の個人投資家は大幅に増加すると予想され、Sorin Ovidiu Vântuが保有するルーマニアRealitatea-CațavencuグループによるオンラインニュースポータルUnimediaが取得された。
2010年2月15日、国境であるリプカニ、ラダウツィ間の橋が再度開かれることになり、ソビエトの遺構であるモルドバ・ルーマニア国境間の有刺鉄線壁が取り除かれた。
2010年1月、1990年から1991年にかけてモルドバの首相だったミルチャ・ドルクがルーマニアとモルドバの統一は必然だと主張した。しかしながら、主張した当時大統領だったミハイ・ギンプはロシア語紙コムソモリスカヤ・プラウダ・モルドバとのインタビューでこのような動きを否定し、統一は連立政府の計画に含まれていないと言明した。別の機会に、国民が統一を望むのなら、自分を含め誰もとめることはないと述べている。彼は個人的にはユニオニストの見解を幾つかの場面で認めている。しかし、2010年8月、彼はルーマニアとモルドバの「国家間連合」の命題は「非常に愚かしい」考えであると述べた。

## 現在

### モルドバ市民のための二重国籍
1991年から2009年にかけて14万人のモルドバ国籍者がルーマニア国籍を取得した。幾つかの推計によると、2009年までに最大100万のモルドバ国籍者がルーマニアの国籍を求めている。
IPPキシナウによる国民調査では、2007年11月、33.6%のモルドバ市民がルーマニア国籍の保有に興味を示しており、58.8%は興味を示さなかった。興味を示した理由としては、ルーマニア人としての気持ちが31.9%、ルーマニア旅行の可能であるからが48.9%、EUでの旅行や労働の可能であるからが17.2%であった。
2010年、ルーマニア政府は特にモルドバ国籍者の多数のルーマニア国籍の申請に対応するために国籍国家機関を設立した。

### 2012年の活動
2011年4月、ルーマニアとモルドバのNGOの連合が民間プラットフォーム「アクション2012」(Acțiunea 2012)を立ち上げ、「ルーマニアとモルドバの間の統合の必要性の認識を高める」ことを手助けしている。2012年はモルドバの歴史で1812年にロシアがベッサラビアと呼ばれるようになるモルドバを併合してから200年の記念として選ばれた。支持者たちは統一をソ連のベッサラビア占領で失われた短期間のベッサラビア・ルーマニア統一ではなく、1812年の歴史的分裂をなくすものと見ている。

### 統合協議会
2012年2月、「すべてのユニオニストを束ね」「ルーマニア人の国家統合の概念を促進する」ために統合協議会が設立された。
署名者には、元首相のミルチェア・ドルク、モルドバ議会議長Alexandru Mosanu、モルドバ国民自由党党首Vitalia Pavlicenco、作家のVladimir Beşleagă、Timpul de dimineaţăの記者のConstantin Tănase、Jurnal Trust Media社長のVal Butnaru、活動家で記者のOleg Brega、モルドバのロックバンド、Gândul MâțeiのソリストのNicu ȚărnăとTudor Ionescu
ルーマニアのネオ・ファシズム組織のNoua Dreaptă、元モルドバ議員Valentin Dolganiuc、モルドバの経営者Eugenia Duca、モルドバの歴史学教授Anton Moraru、人民党の副党首Eugen Mihalache、Dan Diaconescuなどである。

## 世論調査

### モルドバ
ギャラップと協力関係を持つ国際協和研究所はモルドバで幾つかの社会的、政治的問題を定期的に調査を行っている。モルドバの統一問題に対する一般の回答結果は以下のようである。
| 日付           | 問い | 強く同意する | 部分的に同意する | 部分的に反対する | 強く反対する | DK/NA |
| -------------- | --- | ------------ | ---------------- | ---------------- | ------------ | ----- |
| 2011年1月～2月 | 欧州連合でのモルドバのメンバー入りの政治的な影響を除いて、あなたはモルドバとルーマニアの統合に賛成するか？ | 10%          | 18%              | 16%              | 47%          | 9%    |
| 2011年8月～9月 | あなたはモルドバとルーマニアの再統一に対して賛成か反対か？                                                 | 11%          | 20%              | 16%              | 43%          | 10%   |

### ルーマニア
2010年の11月から12月に行われた国民調査と、「ルーマニア国民の意識の中のモルドバ共和国」 (ルーマニア語: Republica Moldova în conștiința publică românească)の研究での広範囲な分析では統一の問題に以下のように答えがでた
| 問い                                                           | 強く同意する | 部分的に同意する | 部分的に反対する | 強く反対する | DK/NA |
| -------------------------------------------------------------- | ------------ | ---------------- | ---------------- | ------------ | ----- |
| 統一はルーマニアの国策たるべきか                               | 23%          | 29%              | 23%              | 11%          | 15%   |
| 遅かれ早かれ、モルドバとルーマニアがドイツのように統一すべきか | 16%          | 29%              | 16%              | 11%          | 28%   |

## 註
1. ↑  Charles King, "The Moldovans: Romania, Russia, and the Politics of Culture", Hoover Press, 2000, pg. 35
2. ↑  King, The Moldovans...; Mackinlay, pg. 135
3. ↑  Mackinlay, pg. 140
4. ↑  （ルーマニア語） Legea cu privire la funcţionarea limbilor vorbite pe teritoriul RSS Moldoveneşti Nr. 3465-XI din 01.09.89 Archived 2006年2月19日, at the Wayback Machine. (Law regarding the usage of languages spoken on the territory of the Republic of Moldova), published in Veştile nr.9/217, 1989
5. ↑  （ルーマニア語） "Podul de flori peste Prut. Punţi de simţire românească", in România Liberă, 8 May 1990.
6. ↑  "Romania's relations with Moldova are more ambiguous. The instability of Ion Iliescu's pro-Moscow government in Bucharest has made both sides cautious in seeking ties with one another. In August 1990 Romania announced plans to help Moldova develop a national police force, and a month later the two signed a treaty of cooperation. Although each side has disavowed Romanian-Moldovan reunification, groups are lobbying for it in both republics" Martha Brill Olcott, "The Soviet (Dis)Union", in Foreign Policy, No. 82. (Spring, 1991), pp. 130
7. ↑  Problems, Progress and Prospects in a Post-Soviet Borderland: The Republic of Moldova. Trevor Waters. "In an address to the Romanian parliament in February 1991 (on the first official visit to Romania by any
leader from Soviet Moldova since its annexation), the then President Snegur strongly affirmed the common Moldovan-Romanian identity, noting that “We have the same history and speak the same language”, and referred to “Romanians on both sides of the River Prut.” In June 1991 the Romanian parliament vehemently denounced the Soviet annexation of Bessarabia and Northern Bucovina, describing the territories as “sacred Romanian lands.”"
8. ↑  "Moldavians seek to unite with Romania", in The Independent, June 4, 1991, Page 12
9. ↑  King, p.345
10. ↑   According to recent polls, 70 percent of Moldovans reject unification with Romania as "undesirable," while only 7-10 percent support it as necessary (Daily Report, December 30, 1992, p. 3) John B. Dunlop, "Will a Large-Scale Migration of Russians to the Russian Republic Take Place over the Current Decade?", in International Migration Review, Vol. 27, No. 3. (Autumn, 1993), pp. 605-629.
11. ↑   Mackinlay, pg. 139
12. ↑  George Berkin, "Secession blues", in National Review, September 9, 1991
13. ↑  （ルーマニア語） "Concepţia politicii naţionale a Republicii Moldova" Archived 2009年2月25日, at the Wayback Machine. at the Moldovan Parliament website
14. ↑  http://www.e-democracy.md/elections/parliamentary/2009/results/
15. ↑  （ルーマニア語） Cotidianul. "Unirea cu Moldova", 23 January 2006
16. ↑  （ルーマニア語） "Băsescu şi-a dezvăluit planul unionist secret" Archived 2006年7月5日, at the Wayback Machine., in Evenimentul Zilei, 3 July 2006
17. ↑  （ルーマニア語）"Basarabia costa bani grei" Archived 2009年8月12日, at the Wayback Machine. (Bessarabia costs a lot), in Cotidianul
18. ↑  （ルーマニア語） Cât ne costă idealul reîntregirii? ("How Much The Ideal of Reunification Costs Us?") - Ziuay
19. ↑  （ルーマニア語） De ce Germania a numărat nemţii, şi nu banii din buzunarele lor? Archived 2007年8月10日, at the Wayback Machine. ("Why Did Germany Count The Germans, And Not Their Money?") - Timpul.md
20. ↑  （ルーマニア語） "29% din populatia R.Moldova este pentru unirea cu Romania", detailed statistics
21. ↑  （ルーマニア語） “A fi sau a nu fi acestei guvernari?” - aceasta-i intrebarea lui Voronin Archived 2010年3月14日, at the Wayback Machine.
22. ↑  （ルーマニア語） November 27, 2009.  "Aprilie 2009 - începutul procesului de revenire a Moldovei în componenţa României"
23. ↑  （ルーマニア語）  (Tense relations between Romania and Moldova repaired with 100 million euros), Ziarul Financiar, 28 January 2010
24. ↑   (Moldovan-Romanian business and investment office to open in Chișinău), Financiarul, 4 February 2010
25. ↑  （ルーマニア語） UNIMEDIA şi PUBLIKA TV îşi unesc eforturile pentru dezvoltarea mass-media din Republica Moldova), Realitatea TV, 9 December 2009
26. ↑  （ルーマニア語） Inaugurarea podului Lipcani-Rădăuţi Archived 2010年6月21日, at the Wayback Machine. Jurnal de Chișinău, 15 February 2010
27. ↑  （ルーマニア語） "Republica Moldova a inceput daramarea gardului de sarma ghimpata de la granita cu Romania", hotnews.ro, February 10, 2010
28. ↑  （ルーマニア語） Mircea Druc este optimist şi anunţă unirea “inevitabilă” a României cu Basarabia, Știri din Basarabia, 15 January 2010
29. ↑  （ロシア語） И.о. президента Михай Гимпу: «Никогда не будет объединения с Румынией!», February 17, 2010
30. ↑  "Interview with Mihai Ghimpu - Radio Free Europe", Radio Free Europe, 1 March 2010
31. ↑  （ルーマニア語） "Interview with Mihai Ghimpu - Timpul" Archived 2010年1月11日, at the Wayback Machine., September 29, 2009
32. ↑  （ルーマニア語） Ghimpu: Uniunea interstatală R. Moldova - România ar fi cea mai mare prostie!. Unimedia.md, August 23, 2010
33. ↑  （ルーマニア語）  “アーカイブされたコピー”. 2011年7月24日時点のオリジナルよりアーカイブ。2010年4月8日閲覧。
34. ↑  （ルーマニア語）
35. ↑  （ルーマニア語） , page 89-90
36. ↑  http://www.actiunea2012.ro
37. ↑  http://www.hotnews.ro/stiri-cultura-8510245-webrelease-lansat-platforma-civica-actiunea-2012-sustine-uunirea-republicii-moldova-romania.htm
38. ↑  http://www.publika.md/unirea-romaniei-cu-moldova--sustinuta-de-platforma-civica-actiunea-2012_294811.html
39. ↑  “アーカイブされたコピー”. 2011年5月15日時点のオリジナルよりアーカイブ。2011年11月2日閲覧。
40. ↑  http://www.radiochisinau.md/pages/view/2339
41. ↑  “アーカイブされたコピー”. 2013年11月3日時点のオリジナルよりアーカイブ。2012年3月4日閲覧。
42. ↑  “アーカイブされたコピー”. 2012年7月10日時点のオリジナルよりアーカイブ。2012年7月10日閲覧。
43. ↑  “アーカイブされたコピー”. 2012年1月29日時点のオリジナルよりアーカイブ。2012年4月14日閲覧。
44. ↑  http://www.iri.org/sites/default/files/2011%20June%206%20Survey%20of%20Moldova%20Public%20Opinion,%20January%2024-February%207,%202011.pdf
45. ↑  http://www.iri.org/sites/default/files/flip_docs/Moldova%20national%20voters%20survey%202010-09/HTML/index.html#/34/zoomed
46. ↑  http://www.soros.ro/ro/publicatii.php